# Candidosi
La candidosi, detta anche candidiasi o moniliasi, è un'infezione da funghi del genere Candida, di cui C. albicans è il più comune. La candidosi della bocca è volgarmente chiamata mughetto.
La candidiasi comprende le infezioni micotiche che vanno dal livello superficiale, come ad esempio il mughetto orale e le vaginiti, a quelle sistemiche potenzialmente mortali. Le infezioni da Candida di quest'ultima categoria sono anche denominate candidemia e sono solitamente limitate alle persone gravemente immunocompromesse, come i malati di cancro, i trapiantati, gli affetti da AIDS così come i pazienti non traumatici sottoposti a intervento chirurgico di emergenza.
Le infezioni superficiali della pelle e delle membrane mucose causate dalla candida sono responsabili di infiammazioni locali e di sensazioni di disagio in molte popolazioni umane. La malattia è sempre chiaramente imputabile alla presenza degli agenti patogeni opportunisti del genere , ma la candidiasi descrive un numero di sindromi patologiche diverse che spesso differiscono nelle loro cause e nella prognosi.

## Storia
La prima descrizione di quello che sembra essere il mughetto orale, risale al tempo di Ippocrate, intorno al 460-370 a.C..
Il genere e la specie di Candida albicans C. sono stati descritti dalla botanica Christine Marie Berkhout nella sua tesi di dottorato presso l'Università di Utrecht nel 1923. Nel corso degli anni, la classificazione dei generi e delle specie si è evoluta. I nomi obsoleti per questo genere includono Mycotorula e Torulopsis. La specie inoltre è stata conosciuta in passato come Monilia albicans e Oidium albicans. La classificazione attuale è nomen conservandum, il che significa che il nome è autorizzato per l'uso da parte dell'International Botanical Congress (IBC).
Il genere Candida comprende circa 150 specie diverse, tuttavia, solo poche sono note come causa di infezioni umane. La Candida albicans è la specie patogena più significativa. Altre specie patogene Candida nell'uomo comprendono C. tropicalis, C. glabrata, C. krusei, C. parapsilosis, C. dubliniensis e C. lusitaniae.

## Segni e sintomi

Candidosi orale

La maggior parte delle infezioni da Candida sono curabili e portano a complicazioni minime, come arrossamento, prurito e fastidio, anche se, in certe popolazioni, le complicanze possono avere esiti gravi o addirittura fatali se non opportunamente trattate. In certi casi la candida non dà alcun sintomo. In persone immunosoppresse, la candidosi si presenta come un'infezione molto localizzata della pelle o delle membrane mucose, compresa la cavità orale (mughetto), la faringe o l'esofago, del tratto gastrointestinale, della vescica urinaria, o dei genitali (vagina, pene).
La candidosi è una causa molto comune di irritazione vaginale, o vaginite, e può verificarsi anche sui genitali maschili. Nei pazienti immunocompromessi, le infezioni da Candida possono colpire l'esofago e diventare potenzialmente sistemiche, causando una condizione molto più grave, chiamata candidemia.
I bambini, per lo più di età compresa fra tre e nove anni di età, possono essere colpiti da infezioni croniche da Candida della bocca; normalmente si presenta come macchie bianche intorno alla bocca.
I sintomi della candidosi possono variare a seconda della zona interessata. Le infezione della vagina o della vulva possono causare prurito, bruciore, dolore e irritazione. Questi sintomi sono presenti anche nella più comune vaginosi batterica. In uno studio del 2002 pubblicato sul Journal of Obstetrics and Gynecology, solo il 33 per cento delle donne che erano in cura per una infezione da fungo in realtà aveva una infezione fungina, mentre la maggior parte presentava una vaginosi batterica o una infezione di tipo misto.
I sintomi di infezione dell'apparato genitale maschile includono piaghe rosse, chiazze vicino alla testa del pene o del prepuzio, forte prurito o una sensazione di bruciore.

## Cause

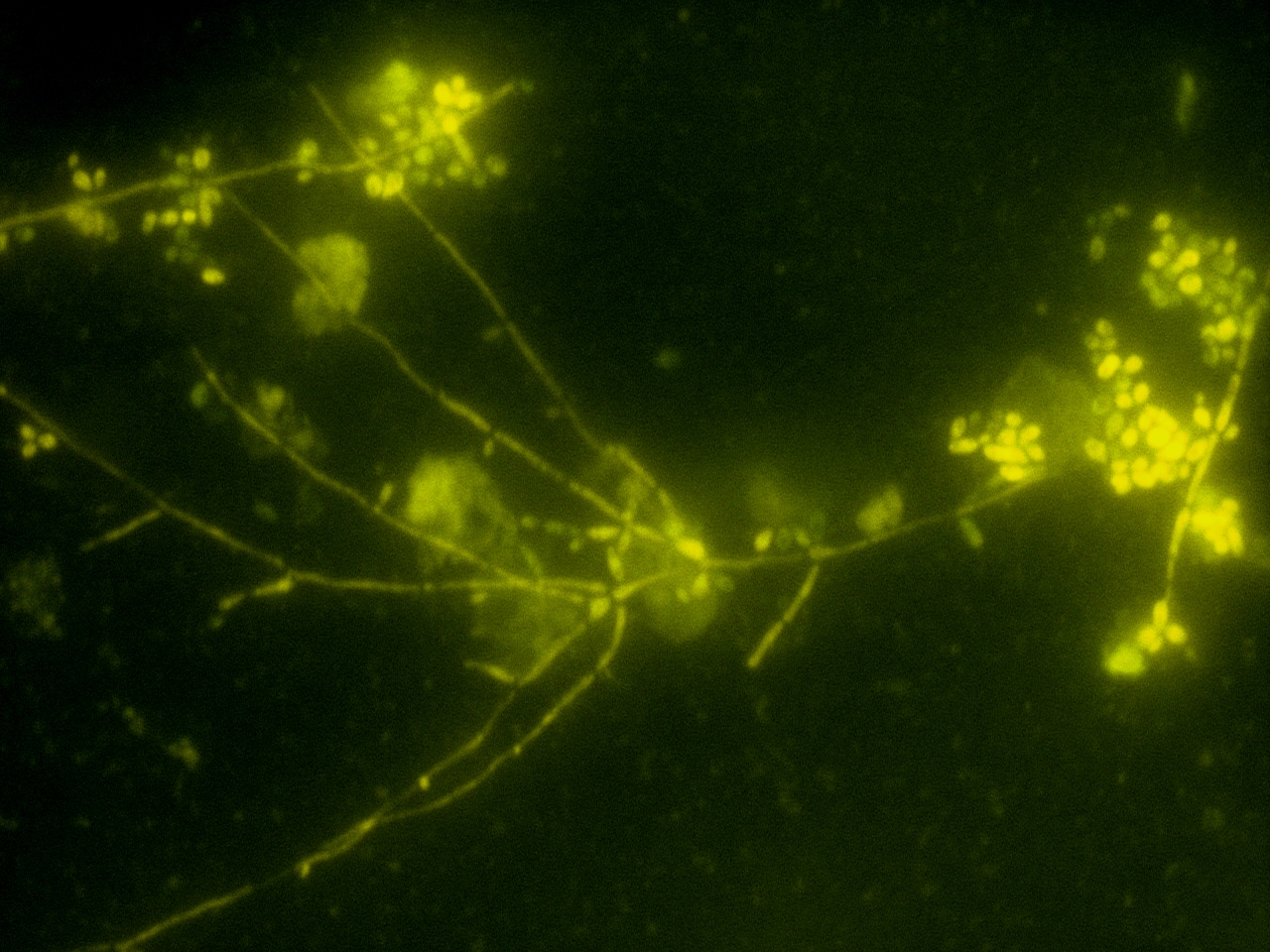
Emocoltura positiva per Candida albicans vista al microscopio

I lieviti del genere Candida sono comunemente presenti negli esseri umani e la loro crescita è normalmente limitata dal sistema immunitario umano e da altri microrganismi, come batteri che occupano le stesse posizioni (nicchie) nel corpo umano.
La C. albicans è stata isolata dalle vagine del 19% delle donne apparentemente sane, cioè quelle che avevano accusato lievi o nessun sintomo di infezione. L'uso esterno di detergenti o lavande o la presenza di disordini interni (ormonali o fisiologici) possono perturbare la normale flora vaginale, costituita da batteri lattici, come i Lactobacillus e ciò si traduce in una crescita eccessiva di cellule di Candida che causano i sintomi di infezione, come l'infiammazione locale. La gravidanza e l'uso di contraccettivi ormonali sono stati segnalati come fattori di rischio. Il diabete mellito e l'uso di antibiotici sono anch'essi legati ad un aumento dell'incidenza di infezioni da lieviti. Una dieta ad alto contenuto di carboidrati semplici può influenzare i tassi di candidosi orale, mentre la terapia ormonale sostitutiva e i trattamenti di infertilità possono essere fattori predisponenti. Indossare indumenti bagnati per lungo tempo è considerato un fattore di rischio.
Un sistema immunitario indebolito o non sviluppato o la presenza di malattie metaboliche come il diabete sono importanti fattori predisponenti di candidosi. Le malattie o le condizioni legate alla candidiasi comprendono l'AIDS, la mononucleosi, i trattamenti per il cancro, gli steroidi, lo stress e la malnutrizione. Quasi il 15% delle persone con sistema immunitario indebolito sviluppa una malattia sistemica causata da Candida. In casi estremi, queste infezioni superficiali della pelle o delle mucose possono entrare nel flusso sanguigno e causare infezioni sistemiche.
Le cause della candidosi del pene includono: rapporti sessuali con partner infetto, bassa immunità, uso di antibiotici e diabete. L'infezione genitale maschile è meno comune e l'incidenza è solo una frazione di quello delle donne, tuttavia la trasmissione con rapporti sessuali con un partner infetto non è rara.
Una maggiore prevalenza di colonizzazione da C. albicans è stata segnalata in soggetti giovani con piercing. In tutto il mondo circa il 60% delle femmine ne sono colpite almeno una volta nella loro vita.

## Diagnosi

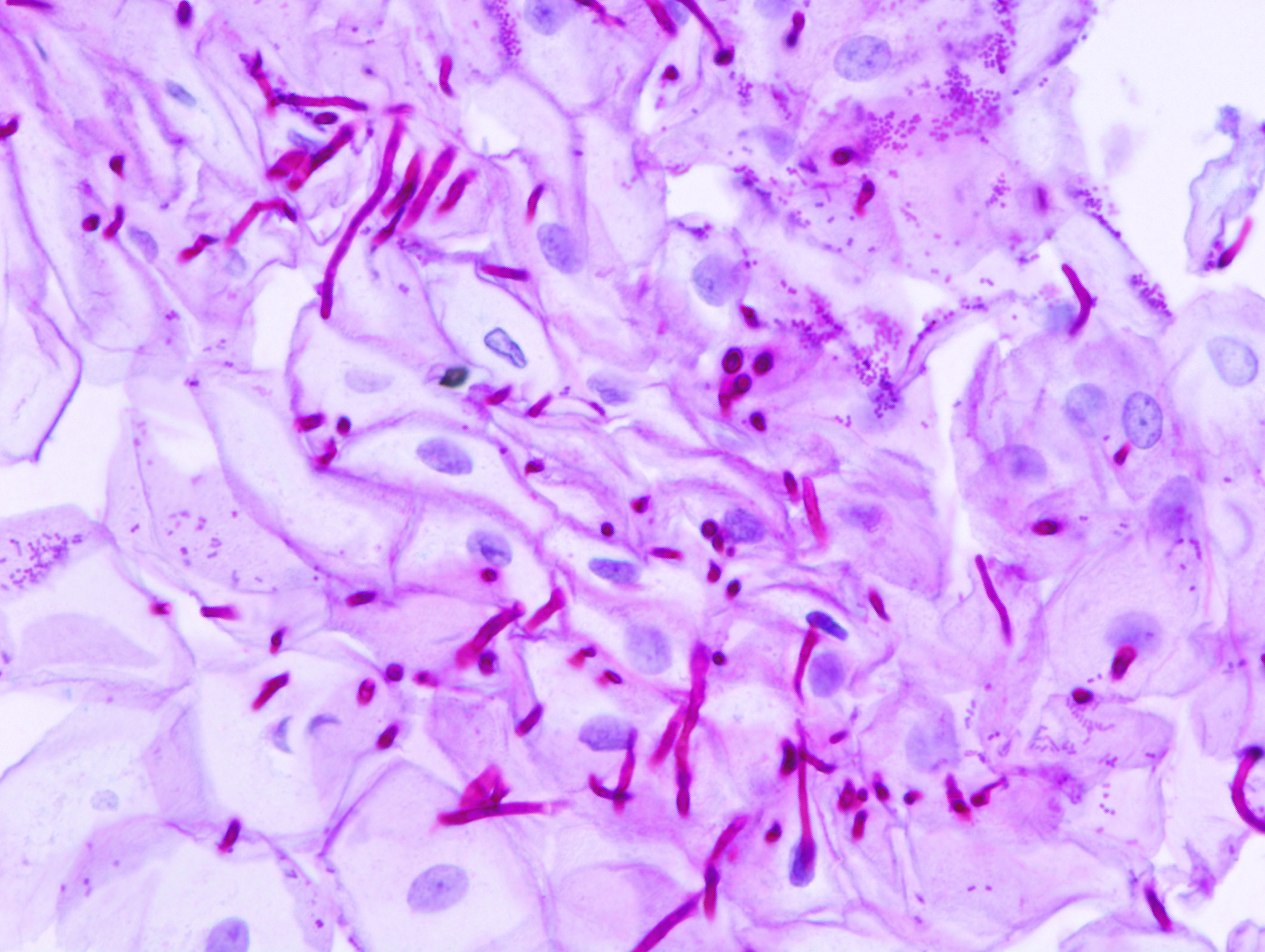
Micrografia della candidiasi esofagea

Per l'identificazione mediante microscopia ottica, un tampone della zona colpita viene posto su un vetrino da microscopio. Una singola goccia di soluzione di idrossido di potassio (KOH) al 10% viene aggiunta al campione. Il KOH scioglie le cellule della pelle, ma lascia intatte le cellule di Candida, permettendone la visualizzazione.
Per il metodo di coltura, un tampone sterile viene strofinato sulla superficie della pelle infetta. Il tampone viene poi posto su un terreno di coltura. Viene poi incubata a 37 °C per diversi giorni, per consentire lo sviluppo di lieviti o colonie batteriche. Le caratteristiche (come la morfologia e il colore) delle colonie possono consentire la diagnosi iniziale dell'organismo che sta causando i sintomi della malattia.

## Prevenzione
L'adozione di alcune norme igieniche può essere utile per prevenire l'infezione da Candida a livello cutaneo (ad esempio evitando il contatto prolungato con tessuti sintetici che possono ostacolare una naturale traspirazione della pelle e non abusando di prodotti per l'igiene intima che possono alterare il pH vaginale). Inoltre si consiglia di usare il preservativo durante i rapporti sessuali.
Poiché la Candida è un'infezione frequente in caso di immunosoppressione, nei pazienti con compromissione del sistema immunitario può essere indicato un trattamento profilattico a base di farmaci antimicotici imidazolici o triazolici per via orale. Per ridurre il rischio di recidiva dell'infezione è importante seguire le indicazioni relative a dosaggio e durata del trattamento prescritto. La somministrazione infatti di dosaggi subterapeutici può favorire l'insorgere di resistenza, mentre l'interruzione anticipata della terapia può comportare la mancata eradicazione del patogeno. Candidosi resistenti ai trattamenti farmacologici potrebbero sottendere infezioni estese o alterazioni a livello immunitario.

## Trattamento

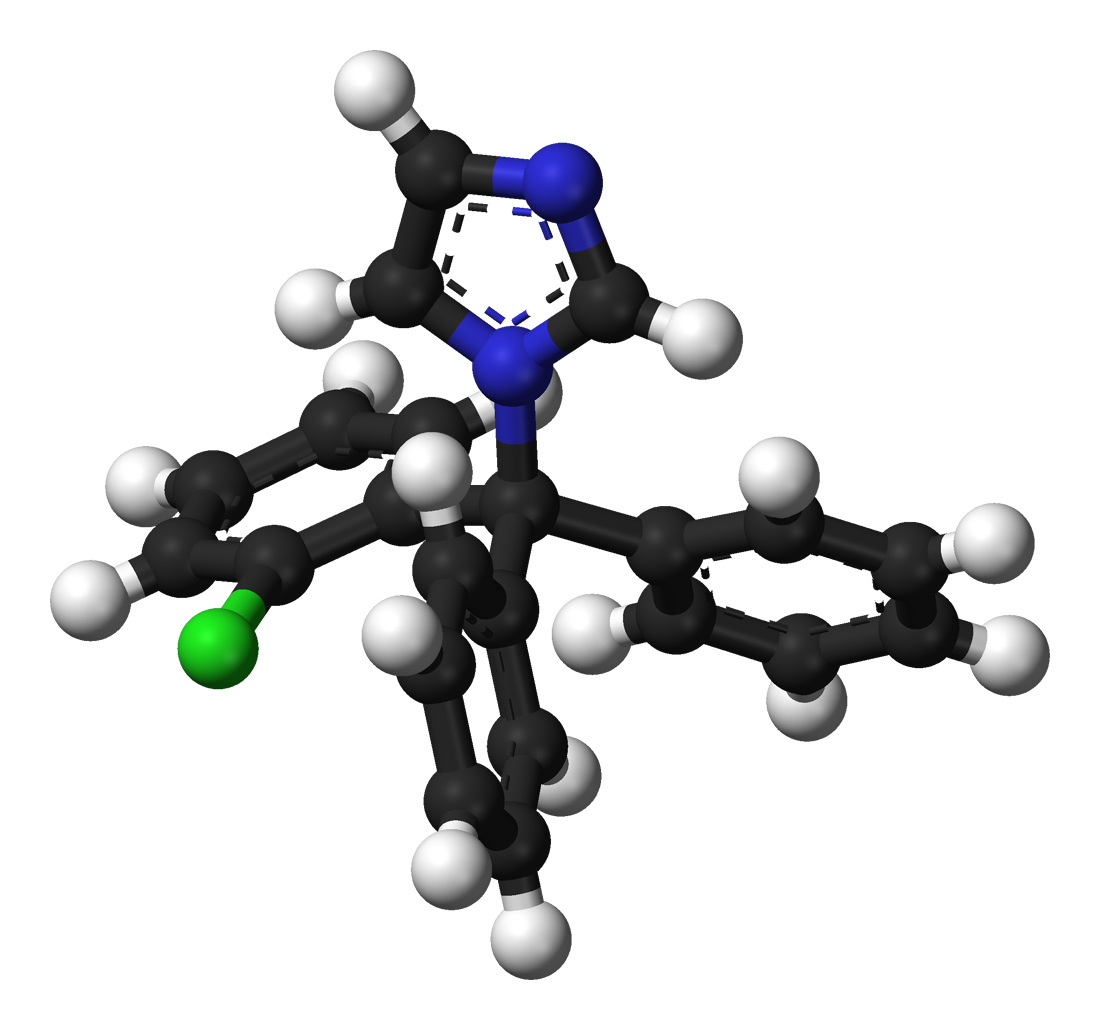
Rappresentazione grafica tridimensionale di una molecola di clotrimazolo, un farmaco utilizzato contro la candida

In ambito clinico, la candidosi è comunemente trattata con antimicotici. I farmaci antifungini comunemente usati per trattare la candidosi sono: clotrimazolo, nistatina, fluconazolo e ketoconazolo topici.
Ad esempio, una dose di fluconazolo (150 mg assunta per via orale) è stata segnalata come efficace per il 90% nei trattamenti di una infezione vaginale da lievito. Questa dose è efficace solo per le infezioni vaginali da lievito. La somministrazione di dosi elevate di fluconazolo (=/> 400 mg/die per via orale) è stata associata alla teratogenesi. Altri tipi di infezioni da lieviti possono richiedere dosaggi diversi. In caso di infezioni gravi possono essere utilizzati l'amfotericina B, il caspofungin o il voriconazolo. Il trattamento locale può comprendere ovuli vaginali o lavande medicate.
Il risciacquo orale con clorexidina non è raccomandato per il trattamento di candidosi, ma è efficace come profilassi. Il risciacquo con biossido di cloro è stato trovato efficace contro la Candida.
Nei pazienti di età pediatrica con candidosi orale (mughetto), è possibile effettuare la disinfezione delle mucose tramite garze sterili imbevute di acqua e bicarbonato.
La C. albicans può sviluppare una resistenza ai farmaci antimicotici. Infezioni ricorrenti possono essere curabili con altri farmaci antifungini, ma si può sviluppare resistenza anche a questi farmaci alternativi.